# Omori Kensaku
Omori Kensaku (sinh ngày 21 tháng 11 năm 1975) là một cầu thủ bóng đá người Nhật Bản.

## Giải vô địch bóng đá U-20 thế giới
Omori Kensaku được triệu tập vào đội tuyển U-20 Nhật Bản tham dự Giải vô địch bóng đá U-20 thế giới 1995.